# Хелльбум, Улле
Нильс Улоф «Улле» Хелльбум (швед. Nils Olof «Olle» Hellbom; 8 октября 1925, Мёркё, Швеция — 5 июня 1982, Стокгольм) — шведский режиссёр, продюсер и сценарист.

## Краткая биография
Известен своими фильмами по произведениям Астрид Линдгрен (всего снял 13 фильмов, по другим данным — 17), которые отличаются ясностью повествования и искренним гуманизмом, что свидетельствует о глубоком знании автором детской психологии.
Умер от рака желудка, похоронен на Лесном кладбище.

### Семья
Дочь — Анна Туве Хелльбум (род. 4 октября 1958), сценарист.

## Фильмы
- 1957 — Суперсыщик Блумквист рискует жизнью
- 1959 — Raggare
- 1960 — Мы все из Бюллербю (ТВ)
- 1964 — Мы — на острове Сальткрока (сериал)
- 1964 — Чёрвен, Боцман и Мозес
- 1965 — Чёрвен и Скорлан
- 1966 — Чёрвен и Мюзак
- 1967 — Скорлан, Пак и Гернард
- 1967 — Крикуша и контрабандисты / Skrållan, Ruskprick och Knorrhane
- 1969 — Пеппи Длинныйчулок (телесериал)
- 1970 — Пеппи в стране Така-Тука
- 1970 — Путешествие с Пеппи Длинныйчулок
- 1971 — Эмиль из Лённеберги
- 1972 — Новые проделки Эмиля из Лённеберги
- 1973 — Эмиль и Свинушок
- 1974 — Лучший в мире Карлссон (в советском прокате — «Самый лучший в мире Карлсон», телеверсия — «Карлссон, который живёт на крыше»)
- 1977 — Братья Львиное сердце
- 1981 — Расмус-бродяга

## Сценарии
- 1951 — Рыбак за все
- 1951 — Она танцевала одно лето
- 1955 — Путешествие в ночь
- 1981 — Петух

## Продюсер
- 1981 — Петух
- 1976 — Моя мечта города
- 1975 — Парень и девушка
- 1972 — Человек, который бросил курить

## Награды
- Участвовал в кинофестивалях, побеждал и получал награды.[5]